# Everts Air
Everts Air è una compagnia aerea cargo statunitense con sede a Fairbanks, Alaska. Opera voli cargo di linea e charter in Alaska, Canada, Messico e Stati Uniti. La sua base di manutenzione è l'aeroporto Internazionale di Fairbanks con il suo principale hub merci presso l'aeroporto Internazionale di Anchorage-Ted Stevens. Lo slogan dell'azienda è Legendary Aircraft. Extraordinary Service.

## Storia
L'azienda, inizialmente a conduzione familiare, è gestita da Robert W. Everts che ha creato Tatonduk Flying Service nel 1977 con un singolo Cessna 180 per fornire il trasporto aereo ai minatori nei luoghi remoti dell'Alaska. Dal 1980, suo padre, Clifford R. Everts, possiede e gestisce la Everts Air Fuel Inc., specializzata nel trasporto aereo di materiali infiammabili e pericolosi.
Nel 1993, la compagnia aerea, originariamente certificata Federal Aviation Regulations Part 135 (Commuter and On-Demand Operations), divenne certificata FAR Part 121 (Domestic, Flag, and Supplemental Operations) quando Tatonduk Outfitters Limited acquistò Everts Air. Con l'introduzione di aerei più grandi come il Douglas DC-6B e il Curtiss C-46 Commando, nel 1995 la società, all'epoca denominata legalmente Air Cargo Express, si è divisa tra Everts Air Alaska ed Everts Air Cargo.

## Utilizzo del Douglas DC-6
Da quando la Northern Air Cargo ha abbandonato i servizi regolari con il Douglas DC-6, Everts Air Cargo è l'ultima compagnia aerea negli Stati Uniti ad operare voli di linea con una flotta piuttosto ampia con aerei a pistoni di oltre 60 anni. In una video intervista del 2007, l'Anchorage Station Manager ha affermato che il DC-6 era ancora considerato un aereo prezioso per le operazioni nelle dure condizioni dell'Alaska, con eccellenti prestazioni di atterraggio e decollo su piste di ghiaia. Lo svantaggio è la difficoltà di trovare Avgas e il costo del lavoro di manutenzione. Everts Air Cargo stima un rapporto di 12 ore di manutenzione per ogni singola ora di volo. Anche i pezzi di ricambio sono un problema, ma Everts Air Cargo prevede che avranno abbastanza scorte per mantenere l'ultimo DC-6 in volo oltre il 2020.

## Il Boeing 727 della Zero Gravity Corporation
Dal 2015, Everts Air gestisce un Boeing 727-227F per la Zero Gravity Corporation (nota anche come ZERO-G), che in precedenza era nella flotta di Amerijet International. L'aereo ha sede negli Stati Uniti e opera voli in assenza di peso. A differenza della NASA, ZERO-G è disciplinata dalla Parte 121 dei regolamenti FAA, consentendo all'azienda di soddisfare sia i turisti che i ricercatori.

## Flotta

### Flotta attuale
A febbraio 2024 la flotta di Everts Air è così composta:

### Flotta storica
Everts Air operava in precedenza con i seguenti aeromobili:
- Cessna 180
- Cessna 206H
- Douglas DC-9-33F
- Douglas DC-9-41
- Piper PA-32